# Лејк Тапавинго (Мисури)
Лејк Тапавинго (енгл. Lake Tapawingo) град је у америчкој савезној држави Мисури.

## Демографија
По попису из 2010. године број становника је 730, што је 113 (-13,4%) становника мање него 2000. године.
| Група             | 2000.       | 2010.       |
| Белци             | 819 (97,2%) | 692 (94,8%) |
| Афроамериканци    | 0 (0,0%)    | 5 (0,7%)    |
| Азијати           | 1 (0,1%)    | 4 (0,5%)    |
| Хиспаноамериканци | 19 (2,3%)   | 13 (1,8%)   |
| Укупно            | 843         | 730         |